# Аль-Хадж, Сами
Сами Мохи Эль Дин Мухаммед аль-Хадж (англ. Sami Mohy El Din Muhammed Al Hajj; род. 15 февраля 1969, Хартум) — суданский журналист телекомпании «Аль-Джазира», с 2002 года по 1 мая 2008 года находившийся в заключении в американской тюрьме Гуантанамо без предъявления обвинений. За всё время пребывания в американской тюрьме над ним не было суда. По мнению руководства «Аль-Джазиры», арест журналиста вызван местью американских военных за освещение действий войск США в Афганистане.

## Биография
Задержан в декабре 2001 года в Пакистане на границе с Афганистаном, 13 июня 2002 года был доставлен в тюрьму Гуантанамо. По словам журналиста, уже на базе Баграм американские солдаты длительное время подвергали его жестоким пыткам (регулярные избиения, сексуальные домогательства, угрозы изнасилования, многочасовое стояние на коленях, травля собаками), его также посадили в клетку в холодном авиационном ангаре. Как сказал Сами аль-Хадж, пытки продолжились после перевода в Гуантанамо: ему не давали спать, избивали, не оказывали медицинскую помощь. В 2005 году Комитет защиты журналистов выразил обеспокоенность судьбой Сами аль-Хаджа.
1 мая 2008 года он был освобождён и отправлен в Судан. По договорённости с США власти Судана согласились запретить аль-Хаджу заниматься журналистской деятельностью и покидать пределы государства. За шесть лет заключения в Гуантанамо Сами аль-Хадж похудел на 18 килограммов, приобрёл серьёзные заболевания печени, почек, сердца и расстройство психики. После освобождения он сказал, что надсмотрщики в тюрьме грубо нарушают права заключённых: «ситуация в Гуантанамо очень плохая, причем она ухудшается день за днем». По его словам, некоторых из задержанных держат в тюрьме голыми.

## Творчество
Находясь в заключении, Сами аль-Хадж писал стихи («Я пленник, но преступники — те, кто держит меня в плену»):
«У них есть памятники свободе
И свободе убеждений, что очень хорошо.
Но я объяснил им, что
Архитектура — это не справедливость.
Америка, ты движешься, оседлав сирот,
И ежедневно их терроризируешь.
Берегись, Буш.
Мир распознает высокомерных лжецов.
К Аллаху я обращаю мою обиду и мои слезы.
Я тоскую по дому, меня угнетают.
Мохаммад, не забывай меня.
Поддержи дело своего отца, богобоязненного человека».